# Alison Snowden
Alison Snowden (* 4. April 1958 in Arnold bei Nottingham) ist eine britische Animatorin, Filmproduzentin und Drehbuchautorin.

## Leben
Snowden wuchs in Arnold, einer Vorstadt von Nottingham, auf. Sie absolvierte zunächst ein Grafikstudium am Mansfield Art College (Grundkurs) und der Lanchester Polytechnic in Coventry, die sie mit einem Diplom als Grafikerin abschloss. Anschließend besuchte sie die National Film and Television School in Beaconsfield, wo sie den Kanadier David Fine kennenlernte. Snowden, die während ihres vierjährigen Studiums auf den Spielfilmbereich konzentriert war, kam durch Fine mit den Arbeiten des NFB in Berührung und begann im Animationsfilmbereich zu arbeiten. Ihr Abschlussfilm an der NFTS wurde 1984 der Kurzanimationsfilm Second Class Mail, der 1985 für einen Oscar nominiert wurde.
Nach Ende der Ausbildung zogen Snowden und Fine nach Kanada und arbeiteten bis 1989 am NFB. Als „Snowden and Fine“ schufen beide verschiedene Kurzanimationsfilme, darunter den für einen Oscar nominierten George and Rosemary sowie In and Out. Sie kehrten 1989 nach London zurück und waren zunächst im Werbefilmbereich tätig. Es folgte 1994 der mit einem Oscar ausgezeichnete Kurzanimationsfilm Bob’s Birthday. Bob’s Birthday führte schließlich zur 52-teiligen Fernsehtrickserie Bob and Margaret, die in Großbritannien (Staffel 1 und 2) und Kanada (Staffel 3 und 4) spielte und von 1998 bis 2001 entstand. Snowden arbeitete von 2004 bis 2007 an Skripten für Mark Bakers Peppa Pig; gemeinsam mit Fine war sie 2007 an der Entwicklung der Serie Shaun das Schaf beteiligt. Ihre Trickserie Ricky Sprocket, Showbiz Boy lief 2007 an, wurde jedoch bereits 2008 eingestellt.
Gemeinsam mit Fine inszenierte sie den Kurzfilm Animal Behaviour, für den sie 2019 erneut für den Oscar nominiert wurde.
Snowden und Fine sind verheiratet und haben eine Tochter. Beide leben seit 2005 in Vancouver, Kanada.

## Filmografie
- 1985: Second Class Mail
- 1987: People and Science: A Test of Time
- 1987: George and Rosemary
- 1989: In and Out
- 1991: The Boss
- 1991: Pink Komkommer
- 1993: Deadly Deposits
- 1994: Bob’s Birthday
- 1998–2001: Bob and Margaret (TV-Serie)
- 2004: Peppa Pig
- 2007: Ricky Sprocket: Showbiz Boy
- 2007–2010: Shaun das Schaf (Shaun the Sheep) (TV-Serie)
- 2018: Animal Behaviour (Kurzfilm)

## Auszeichnungen
- 1984: Publikumspreis, Ottawa International Animation Festival, für Second Class Mail
- 1986: Oscarnominierung, Bester animierter Kurzfilm, für Second Class Mail
- 1987: Jurypreis, Montréal World Film Festival, für George and Rosemary
- 1988: Genie Award, Bester Kurzfilm, für George and Rosemary
- 1990: UNICEF-Award der Berlinale, Bester Kurzfilm, für In and Out
- 1990: Genie-Award-Nominierung, Bester animierter Kurzfilm, für In and Out
- 1994: BAFTA-Nominierung, Bester Animationsfilm, für Bob’s Birthday
- 1994: im Wettbewerb um den Goldenen Bären der Berlinale, Kategorie Bester Kurzfilm, mit Bob’s Birthday
- 1994: Genie-Award-Nominierung, Bester Kurzfilm, für Bob’s Birthday
- 1994: Gordon Bruce Award for Humor, Ottawa International Animation Festival, für Bob’s Birthday
- 1995: Oscar, Bester animierter Kurzfilm, für Bob’s Birthday